# Borlova
Borlova – wieś w Rumunii, w okręgu Caraș-Severin, w gminie Turnu Ruieni. W 2011 roku liczyła 1410 mieszkańców. 